# 関西福祉大学
関西福祉大学（かんさいふくしだいがく、英語: Kansai University of Social Welfare、公用語表記: 関西福祉大学）は、兵庫県赤穂市新田380-3に本部を置く日本の私立大学。1997年創立、1997年大学設置。

## 概要
関西福祉大学は、兵庫県赤穂市と学校法人関西金光学園との公私協力で設立された大学で、「人間平等」「個性尊重」「和と感謝」という3つの建学の精神に基づき、社会福祉士、精神保健福祉士、看護師、保健師、保育士、幼稚園教諭など地域に根ざした人材を育成している。
2019年には、兵庫県社会福祉事業団、兵庫県児童養護連絡協議会、社会福祉法人清章福祉会、社会福祉法人三幸福祉会と福祉人材養成に関する連携協定を締結し、社会福祉の発展と福祉人材の育成・確保に寄与することを目的とし、福祉・医療等の分野において協力関係にある。

## 基本理念
- 「人間平等」「個性尊重」「和と感謝」の精神に基づく真（まこと）の教育
- 福祉の心を持ち未来の福祉社会を創造する人材の育成
- 地域社会の発展に貢献する開かれた大学
- 大学の理念を実現する高い学術研究と教育活動

## シンボルマーク（学章）

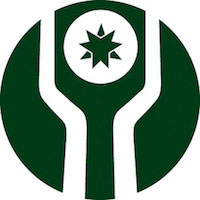
関西福祉大学の学章（シンボルマーク）

大きな円は、地球を表し、小さな円は、昇りゆく太陽の光が世の中を照らす光となって、きらきら輝くイメージを表している。
この光を両手で支えるイメージは、大学の教育目的である人間愛に導かれた（福祉・医療・教育などあらゆる分野に通じる）「福祉の心」を象徴している。
シンボルマークのカラーは、濃いグリーンである。

## 沿革
学校法人関西金光学園と赤穂市の公私協力方式で関西初の福祉系単科大学として設立された。特に赤穂市、備前市、上郡町の2市1町で構成される東備西播地域には大学がなかったため、産官民の各セクターからの強い期待もあった。大学設置以前の法人としての経緯は学校法人関西金光学園#沿革を参照のこと。
- 1996年（平成8年）12月 - 関西福祉大学社会福祉学部社会福祉学科設置認可
- 1997年（平成9年）4月 - 関西福祉大学開学。社会福祉学部 社会福祉学科開設
- 2006年（平成18年）4月 - 看護学部看護学科を設置
- 2008年（平成20年）4月 - 社会福祉学部社会福祉学科に社会福祉専攻、子ども福祉専攻を設置
- 2009年（平成21年）4月 - 大学院社会福祉学研究科修士課程を開設
- 2012年（平成24年）4月 - 大学院看護学研究科修士課程を開設
- 2014年（平成26年）4月 - 発達教育学部 児童教育学科を開設
- 2015年（平成27年）4月 - 社会福祉学部社会福祉学科にスポーツ福祉コースを開設
- 2017年（平成29年）4月 - 大学院看護学研究科博士後期課程を開設
- 2018年（平成30年）4月 - 発達教育学部に保健教育学科を開設。発達教育学部を教育学部に改称。大学院教育学研究科修士課程を開設

## 学部・学科
- 社会福祉学部
  - 社会福祉学科（総合福祉コース、心理福祉コース、医療福祉コース、こども福祉コース、スポーツ福祉コース）
- 看護学部
  - 看護学科（看護師、保健師、助産師、養護教諭）
- 教育学部
  - 児童教育学科（児童教育コース、幼児教育コース）
  - 保健教育学科（保健体育教諭取得モデル、養護教諭取得モデル）

## 大学院
- 社会福祉学研究科
  - 社会福祉学専攻（修士課程）
- 教育学研究科
  - 児童教育学専攻（修士課程）
- 看護学研究科
  - 看護学専攻　博士前期課程（修士課程）
  - 看護学専攻　博士後期課程（博士課程）

## 資格
- 社会福祉学部 社会福祉学科
  - 社会福祉士（受験資格）、精神保健福祉士（受験資格）、認定心理士、高等学校教諭一種免許（福祉）、スクール（学校）ソーシャルワーカー、社会福祉主事、JATI-ATI、他任用資格ほか
- 看護学部 看護学科
  - 看護師（受験資格）、保健師（受験資格）、助産師（受験資格）、養護教諭、
- 教育学部 保健教育学科
  - 中学校教諭「保健体育」、高等学校教諭「保健体育」、ほか
- 教育学部 児童教育学科
  - 小学校教諭、幼稚園教諭一種、保育士、認定心理士、児童指導員他任用資格

## クラブ活動
硬式野球部（阪神大学野球連盟2部西リーグ）・サッカー部（関西学生サッカーリーグ1部リーグ）・女子バレーボール部（ヴィクトリーナ姫路と包括連携）・男子バレーボール部・剣道部・陸上競技部・吹奏楽団の7団体は「指定強化クラブ」とされ、他のクラブとは入・退部の手続きが異なる。2024年度の新入生からはこれにゴルフ部が加わる。

## 地域連携
関西福祉大学は、赤穂市との公私協力方式で設立された大学として、地域への貢献を理念に掲げている。地域連携は開学以来、重点施策としている。
近年では、岡山県備前市、兵庫県上郡町（2015年3月26日）との連携協定を締結するほか、地元の高等学校（兵庫県立赤穂高等学校、兵庫県立上郡高等学校、兵庫県立太子高等学校、兵庫県立相生産業高等学校、岡山県立備前緑陽高等学校ほか）と連携協定を結び、高大連携の促進に力を入れている。
また、地域の知の拠点として、2015年5月23日に第1回「地域連携フォーラム」を開催し、これは2023年までに8回の開催を数え、地域住民との共に地域の発展を考える機会を設けるなど、地域連携を重点施策としている。

## 大学関係者

### 卒業生
- 谷本駿介 - プロサッカー選手（愛媛FC）
- 奥村仁 - プロサッカー選手（アルビレックス新潟）